# Lavalette, Aude
Lavalette là một xã của Pháp, nằm ở tỉnh Aude trong vùng Occitanie. Người dân địa phương trong tiếng Pháp gọi là Lavalettois.
Lavalette cách Carcassonne 7 km.
Các đơn vị giáp ranh: Roullens, Couffoulens và Alairac.

## Hành chính
| Danh sách các xã trưởng                |                  |               |      |         |
| Giai đoạn                              | Giai đoạn        | Tên           | Đảng | Tư cách |
| tháng 3 năm 2008                       | tháng 3 năm 2014 | Jésus Tolomio |      |         |
| tháng 3 năm 2001                       | tháng 3 năm 2008 | Jésus Tolomio |      |         |
| Tất cả các dữ liệu trước đây không rõ. |                  |               |      |         |

## Thông tin nhân khẩu
| Năm | 1962 | 1968 | 1975 | 1982 | 1990 | 1999 | 2007 |
| --- | ---- | ---- | ---- | ---- | ---- | ---- | ---- |
| Dân số | 296  | 317  | 458  | 617  | 919  | 1067 | 1436 |
| From the year 1968 on: No double counting—residents of multiple communes (e.g. students and military personnel) are counted only once. |      |      |      |      |      |      |      |